# Cère, Landes
Cère (gaskonsko Cèra) je naselje in občina v francoskem departmaju Landes regije Akvitanije. Naselje je leta 2009 imelo 408 prebivalcev.

## Geografija
Kraj leži v pokrajini Gaskonji ob reki Estrigon, 15 km severno od Mont-de-Marsana.

## Uprava
Občina Cère skupaj s sosednjimi občinami Bélis, Brocas, Canenx-et-Réaut, Garein, Labrit, Maillères, Le Sen in Vert sestavlja kanton Labrit s sedežem v Labritu. Kanton je sestavni del okrožja Mont-de-Marsan.

## Zanimivosti
- cerkev sv. Martina.